# Parafia św. Jana Chrzciciela w Parczewie
Parafia św. Jana Chrzciciela w Parczewie – parafia rzymskokatolicka w Parczewie.
Parafia erygowana w 1401 roku. Obecny kościół parafialny murowany, wybudowany w latach 1905–1913 w stylu neogotyckim staraniem księży Stanisława Wierzejskiego i Stanisława Zarzyckiego.
Terytorium parafii obejmuje część Parczewa oraz Białkę, Chmielów, Czeberaki, Jasionkę, Koronę, Kostry, Makoszkę, Marianówkę, Michałówkę, Ochożę, Plebanią Wolę, Przewłokę, Sowin, Stępków, Wierzbówkę, Wola Przewłocka i Zaniówkę.